# أمراض الجهاز العصبي المركزي
أمراض الجهاز العصبي المركزي (بالإنجليزية: Central nervous system diseases) أو اضطرابات الجهاز العصبي المركزي (بالإنجليزية: central nervous system disorders) هي مجموعة من الاضطرابات العصبية التي تؤثر على هيكل أو وظيفة الحبل الشوكي (الاعتلال النخاعي) أو الدماغ (الاعتلال الدماغي)، وكلاهما جزء من الجهاز العصبي المركزي.

## الوظائف

### الحبل الشوكي
ينقل الحبل الشوكي المستقبل الحسي من الجهاز العصبي الطرفي. ويوصل أيضا المعلومات الحركية للعضلات الهيكلية، والعضلات القلبية، والعضلات الملساء، والغدد، وهناك 31 زوجا من الأعصاب الشوكية على طول الحبل الشوكي، يحتوي كل منها على محاور عصبية حسية وحركية. وتحمي فقرات العمود الفقري الحبل الشوكي، الذي يربط الجهاز العصبي الطرفي بالدماغ ويعمل بمثابة مركز تنسيق صغير.

### الدماغ
تعتبر الدماغ بمثابة الأساس العضوي للإدراك، وتمارس السيطرة المركزية على أعضاء الجسم الأخرى. وتحمي الجمجمة الدماغ، ولكن إذا تلف الدماغ، قد تحدث إعاقات كبيرة في الإدراك والوظيفة الفسيولوجية أو الموت.

## أنواع اضطرابات الجهاز العصبي المركزي

### الإدمان
الإدمان هو اضطراب نظام المكافأة في الدماغ، الذي ينشأ عن طريق آليات النسج والتخلق الوراثي، ويحدث بمرور الوقت نتيجة التعرض لمستويات عالية مزمنة من حافز الإدمان (مثل: المورفين، والكوكايين، والجماع الجنسي، والقمار، وما إلى ذلك).

### الأكياس العنكبوتية
الكيسة العنكبوتية هي سائل دماغي شوكي مغطى بالخلايا العنكبوتية، التي قد تنشأ حول الدماغ أو الحبل الشوكي. وهي عيب خلقي، وقد لا تُظهِر أعراض في بعض الحالات. ومع ذلك، إذا كان هناك كيسا كبيرا، قد تشمل الأعراض الصداع، ونوبات الصرع، والرنح (عدم السيطرة على العضلات)، والشلل النصفي، وغيرها. ويشيع كلا من ضخامة الرأس واضطراب نقص الانتباه مع فرط النشاط بين الأطفال، في حين يعتبر كلا من الخرف الكهلي، واستسقاء الدماغ (خلل في ديناميكية السائل النخاعي)، وسلس البول هي أعراض في المرضى كبار السن (65 فما فوق).

### اضطراب نقص الانتباه مع فرط النشاط
يعتبر اضطراب نقص الانتباه مع فرط النشاط (ADHD) اضطراب عضوي حقيقي للجهاز العصبي وفقا لحكومة الولايات المتحدة. ويسبب اضطراب نقص الانتباه مع فرط النشاط، الذي قد يضعف الجسم في الحالة الشديدة، أعراض يعتقد أن سببها الاختلالات الهيكلية وكذلك عدم توازن الكيمياء الحيوية في الدماغ، وخاصة المستويات المنخفضة من الناقلات العصبية كمادتي الدوبامين والنورأدرينالين المسؤولتين عن التحكم والحفاظ على الانتباه والحركة. ويظل العديد من الأشخاص المصابين باضطراب فرط الحركة مع نقص الانتباه يعانون من الأعراض حتى سن البلوغ، كما يزداد خطر تطور داء جسيمات ليوي، وهناك رابطة جينية مباشرة بين اضطراب نقص الانتباه ومرض باركنسون، وهما مرضان عصبيان متقدمان وخطيران قد تحدث أعراضهما في الأشخاص فوق سن 65 عاما.

### التوحد
التوحد هو اضطراب النمو العصبي، الذي يتميز بأنماط السلوك المتقيد والمتكرر، والعجز المستمر في التفاعل والتواصل الاجتماعي.

### الاضطراب ثنائي القطب
الاضطراب ثنائي القطب هو مرض خطير في الجهاز العصبي. ويمكن أن تشمل أعراضه كلا من علامات الاكتئاب الشديد والهوس. وغالبا مايحدث تقلب المزاج من أعلى مستويات الهوس إلى أدنى مستويات الاكتئاب العميق على مدى عدة أسابيع أو أشهر. وتشير دراسة جديدة بأن الاضطراب ثنائي القطب هو في الواقع مرض عصبي متعلق بمرض وراثي يدعى بالشلل الرعاشي.

### التخشب
التخشب هو اضطراب عصبي يتسم بجمود العضلات وصلابتها، مع انخفاض الإحساس بالألم. ويعتبر التخشب عرض لأمراض خطيرة في الجهاز العصبي، مثل: مرض الشلل الرعاشي، والصرع بدلا من كونه مرضا بحد ذاته. ويمكن أن تتراوح مدة نوبات التخشب من عدة دقائق إلى أسابيع. وغالبا ما يستجيب اضطراب التخشب للبنزوديازيبينات (مثل: لورازيبام) في شكل أقراص وحقن وريدية.

### الاكتئاب
اضطراب الاكتئاب هو اضطراب يتميز بسوء المزاج المستمر، والذي يرافقه نقص تقدير الذات، وفقدان الاهتمام أو المتعة في الأنشطة التي تكون ممتعة عادة بالنسبة للفرد.

### التهاب الدماغ
التهاب الدماغ هو التهاب يصيب الدماغ، وعادة ما ينتج عن مادة غريبة أو عدوى فيروسية. وتشمل أعراض هذا المرض الصداع، وآلام الرقبة، والنعاس، والغثيان، والحمى. وإذا كان سببه فيروس غرب النيل، فمن الممكن أن يكون قاتلا للبشر، والطيور، والخيول.

### الصرع/النوبات
يعد الصرع اضطرابا خطيرا لا يمكن التنبؤ به وقاتل للجهاز العصبي، ويُعتقد أنه نتيجة لنشاط كهربائي خاطئ في الدماغ، وتنجم نوبات الصرع عن فرط نشاط الخلايا العصبية في الدماغ. ويعاني نحو 50 مليون شخص في العالم من الصرع، وتحدث حوالي 80% من نوبات الصرع في البلدان النامية. ويصبح الصرع أكثر شيوعا مع التقدم في السن، وتحدث الحالات الجديدة بصورة شائعة في الرضع وكبار السن. وقد تحدث نوبات الصرع في المرضى المتعافين نتيجة لعملية جراحية في الدماغ.

### العدوى
يستطيع عدد من مسببات الأمراض المختلفة (مثل بعض الفيروسات، والبكتيريا، والأوليات، والفطريات، والبريونات) أن يسبب العدوى، التي تؤثر سلبا على الدماغ أو الحبل الشوكي.

### مُتَلاَزِمَةُ المُنْحَبِس (شلل رباعي مع بقاء الوعي)
مُتَلاَزِمَةُ المُنْحَبِس هي حالة طبية عادة ما تكون ناتجة عن السكتة الدماغية التي تلحق أضرارا بأجزاء من الجذع الدماغي، حيث يكون الجسم ومعظم عضلات الوجه في حالة شلل كامل، لكن المريض يكون واعيا ولديه القدرة على أداء بعض حركات العين.

### التهاب السحايا
التهاب السحايا هو التهاب سحايا (أغشية) الدماغ والحبل الشوكي. وغالبا ما ينتج عن عدوى بكتيرية أو فيروسية. وتعتبر الحمى، والقيء، وتيبس الرقبة كلها من أعراض التهاب السحايا.

### الصداع النصفي
هو اضطراب عصبي مزمن ومُنهِك في الغالب. ويتسم بالنوبات المتكررة، التي تتراوح من الاعتدال إلى الشدة، ويرتبط في كثير من الأحيان مع عدد من أعراض الجهاز العصبي اللاإرادي.

### التصلب اللويحي
التصلب اللويحي أو التصلب المتعدد هو مرض التهابي مزمن، ينتج عن تلف غشاء الميالين، مما يعني تلف الغشاء العازل للخلايا العصبية بالدماغ والحبل الشوكي. وتشمل أعراض مرض التصلب اللويحي: المشاكل البصرية والحسية، وضعف العضلات، وتشنج العضلات، والاكتئاب.

### اعتلال نخاعي
يصف الاعتلال النخاعي أي عجز عصبي يتعلق بالحبل الشوكي. عندما يعزى إلى رضة، فإنه يعرف باسم إصابة النخاع الشوكي (الحادة)، وعندما يكون نتيجة التهابات، يُعرف باسم التهاب النخاع، وعندما يتعلق المرض بالأوعية الدموية، يُعرف باسم اعتلال النخاع الوعائي. والشكل الأكثر شيوعا من اعتلال النخاع في الإنسان هو اعتلال نخاع الفقرات العنقية، مما يؤدي إلى تضييق القناة الشوكية (تضيق العمود الفقري) وضغط الحبل الشوكي في النهاية.

### اضطرابات تنكسية عصبية

#### مرض ألزهايمر
مرض ألزهايمر هو مرض عصبي تنكسي يصيب الأشخاص الذين تزيد أعمارهم عن 65 عاما. يعاني ما يقارب من 24 مليون شخص في جميع أنحاء العالم من الخرف، 60٪ من هذه الحالات تكون بسبب ألزهايمر. السبب الأساسي للمرض غير معروف، وتظهر العلامات السريرية لمرض الزهايمر في شكل تدهور معرفي تدريجي.

#### مرض هنتنغتون
داء هنتنغتون هو اضطراب عصبي تنكسي وراثي. ويحدث تنكس الخلايا العصبية في جميع أنحاء الدماغ، خصوصا في الجسم المخطط، مما يسبب حركات غير طبيعية. وتشير الإحصائيات إلى أن مرض هنتنغتون قد يؤثر على 10 من كل 100,000 شخص من أصل أوروبي غربي.

#### الشلل الرعاش (مرض باركنسون)
مرض الرعاش هو مرض في الجهاز العصبي ناجم عن موت خلايا الدماغ المنتجة للدوبامين، والتي تؤثر على المهارات الحركية والكلام. ويمكن أن تشمل الأعراض بطء الحركة البدنية، وتصلب العضلات، والهزّة أو الرجفة في الأطراف أو الوجه، واضطرابات في السلوك والتفكير والإحساس، ومشاكل الجلد، مثل التهاب الجلد الدهني. ومن المثير للاهتمام أن مرض الشلل الرعاش، واضطراب نقص الانتباه مع فرط النشاط، والاضطراب ثنائي القطب كلها تظهر وكأنها مرتبطة مع بعضها البعض، كما أن اضطرابات الجهاز العصبي الثلاثة لديها مستوى أقل من الطبيعي من مادة الدوبامين الكيميائية في الدماغ (مع اضطراب نقص الانتباه مع فرط النشاط، والشلل الرعاش، ومرحلة الاكتئاب من الاضطراب ثنائي القطب) أو الكثير من الدوبامين (مع الهوس أو مرحلة الهوس من الاضطراب ثنائي القطب) في مناطق مختلفة من الدماغ.

### متلازمة توريت
متلازمة توريت هي اضطراب عصبي موروث، وقد تكون الإصابة بها مبكرا أثناء الطفولة، وتتميز بالتشنجات اللاإرادية الجسدية والشفوية. وتشمل أعراض من كل من الوسواس القهري واضطراب فرط النشاط مع نقص الانتباه، مما يشير إلى وجود علاقة بين الاضطرابات الثلاثة. والسبب الدقيق لمتلازمة توريت باستثناء العوامل الوراثية غير معروف.

## الأسباب

### الإصابات
يمكن أن يؤدي أي نوع من الإصابات الرضحية للدماغ (TBI) أو إصابة الحبل الشوكي إلى مجموعة واسعة من الإعاقات لأي شخص. ويمكن توقع النتيجة على حسب الجزء المصاب من الدماغ أو الحبل الشوكي.

### العدوى
تنتقل الأمراض المعدية من خلال عدة طرق، وقد يؤثر بعضها على الدماغ أو النخاع الشوكي مباشرة. وعموما، العدوى هو المرض الذي يسببه اجتياح الكائنات الدقيقة أو الفيروسات.

### التنكس
تشمل اضطرابات العمود الفقري التنكسية فقدان وظيفته، وقد يرتبط الضغط على الحبل الشوكي والأعصاب بالفتق أو إزاحة القرص، ويسبب تنكس الدماغ أيضا أمراض الجهاز العصبي المركزي. وقد أظهرت الدراسات أن الأشخاص البدناء قد يصابون بتنكس شديد في الدماغ؛ نظرا لفقدان الأنسجة التي تؤثر على الإدراك.

### العيوب الهيكلية
تشمل العيوب الهيكلية الشائعة العيوب الخلقية، وانعدام الدماغ، والإحليل التحتي، والسنسنة المشقوقة. وقد يكون لدى الأطفال المولوين بعيوب هيكلية أطراف تالفة، ومشاكل في القلب، وتشوهات في الوجه.
وتشمل عيوب القشرة المخية: صغر التلافيف، وكثرة التلافيف، وضخامة التلافيف.

### الأورام
الورم هو عبارة عن نمو غير طبيعي لأنسجة الجسم. ويمكن أن تكون الأورام في البداية أورام غير سرطانية، ولكن إذا أصبحت خبيثة فإنها تتحول إلى أورام سرطانية. وعامة تظهر هذه الأورام عندما يكون هناك مشكلة في عملية الانقسام الخلوي، كما يمكن أن تؤدي مشاكل جهاز المناعة في الجسم إلى الأورام.

### اضطرابات المناعة الذاتية
اضطراب المناعة الذاتية هو مهاجمة الجهاز المناعي لأنسجة الجسم السليمة وتدميرها. ويحدث ذلك بسبب فقدان تحمل البروتينات في الجسم، مما يؤدي إلى ظهور الخلايا المناعية التي تتعرف على هذه البروتينات كأجسام 'غريبة'، ومن ثَم يوجه الجسم رد فعل مناعي ضدها.

### السكتة الدماغية
السكتة الدماغية هي انقطاع وصول الدم إلى الدماغ، ويصاب شخص ما في الولايات المتحدة كل 40 ثانية تقريبا بالسكتة الدماغية. و قد تحدث السكتة الدماغية عندما يسبب تجلط الدم انسداد أحد الأوعية الدموية أو عند تمزق الوعاء الدموي، مما يسبب تسرب الدم إلى الدماغ. وإذا لم يحصل الدماغ على كفايته من الأكسجين والدم، قد تتلف خلايا المخ وتموت، مما يؤدي إلى ضرر دائم.

## العلامات والأعراض
كل مرض له علامات وأعراض مختلفة، منها: الصداع المستمر، وألم في الوجه أو الظهر أو الذراعين أو الساقين، وعدم القدرة على التركيز، وفقدان الإحساس، وفقدان الذاكرة، وفقدان قوة العضلات، والرعاش، ونوبة الصرع، وزيادة ردود الفعل، والتشنج، والتشنجات اللاإرادية، والشلل، وثقل اللسان. وإذا شعر الشخص بهذه الأعراض فإن عليه استشارة الطبيب.

## العلاج
هناك مجموعة واسعة من العلاجات لأمراض الجهاز العصبي المركزي تتراوح من الجراحة إلى إعادة التأهيل العصبي والأدوية الموصوفة.

## روابط خارجية
- Health-cares.net
- Sci.uidaho.edu
- Library.med.utah.edu
- Gfmer.ch